# Complemento di mezzo o strumento
Nella sintassi della frase semplice, il complemento di mezzo o strumento indica una persona, un animale o una cosa mediante cui si compie l'azione espressa dal predicato.
Nello specifico, con complemento di mezzo ci si riferisce a un essere vivente; con complemento di strumento a un oggetto inanimato. Tuttavia questa distinzione non sempre è presente nelle grammatiche.
Il complemento risponde alle domande:
- per mezzo di chi/che cosa?
- con chi/che cosa?

esempio:
```
      - La padrona manda una 
        lettera per mezzo di 
        un'ancella
      - Ti spedirò il pacco per
        mezzo di un corriere.
      - Raggiunsero l'isolotto con una barca.
```

Si tratta di un complemento indiretto.